# Gharoli
Gharoli är en ort (census town) i det indiska unionsterritoriet National Capital Territory of Delhi, och tillhör distriktet East. Den är en förort till Delhi, och folkmängden uppgick till 92 540 invånare vid folkräkningen 2011.